# Марк Меций Целер
Марк Меций Целер (на латински: Marcus Maecius Celer) e сенатор на Римската империя през 1 и 2 век.
Произлиза от Тараконска Испания и вероятно е син на Марк Росций Целий (суфектконсул 81 г.) и брат на Луций Росций Елиан Меций Целер (суфектконсул 100 г.).
През 94 г. e легионски легат (legatus legionis) в Сирия. През 101 г. Целер е суфектконсул.